# XML-RPC
XML-RPC е протокол за отдалечено извикване на процедура, който използва XML за да кодира неговите извиквания, и HTTP – като транспортен механизъм.

## Преглед
XML-RPC е опростен протокол, дефиниращ само най-употребяваните типове данни и команди и цялостното му описание се побира на две страници. Това е в пълен контраст на RPS системите, чиято документация на стандарта често заема стотици страници и изисква значителна софтуерна поддръжка за да бъде използван.

## История
Първоначално XML-RPC е създаден от Дейв Уинър (Dave Winer), служител в UserLand Software, през 1998 заедно с Microsoft. След като е бил представен, стандартът еволюира в това което сега е SOAP.

## Употреба
Някои хора все още предпочитат XML-RPC пред SOAP поради неговата опростеност, краткост и лесна употреба.
JSON-RPC е подобен на XML-RPC.

## Типове данни
| Име       | Примерен Tag | Описание                                         |
| --------- | --- | ------------------------------------------------ |
| array     | <array> <data> <value><i4>1404</i4></value> <value><string>Something here</string></value> <value><i4>1</i4></value> </data> </array>          | Масив от стойности, storing no keys              |
| base64    | <base64>eW91IGNhbid0IHJlYWQgdGhpcyE=</base64>                                                                                                  | Base 64-кодирани двоични данни                   |
| boolean   | <boolean>1</boolean> | Boolean логическа стойност (0 or 1)              |
| date/time | <dateTime.iso8601>19980717T14:08:55</dateTime.iso8601>                                                                                         | Дата и час кодирани във формат ISO 8601          |
| double    | <double>-12.53</double> | Число с плаваща запетая, double                  |
| integer   | <i4>42</i4> or <int>42</int> | Целочислен тип, integer                          |
| string    | <string>Hello world!</string> | Низ от символи. Трябва да поддържа XML кодиране. |
| struct    | <struct> <member> <name>foo</name> <value><i4>1</i4></value> </member> <member> <name>bar</name> <value><i4>2</i4></value> </member> </struct> | Асоциативен масив                                |
| nil       | <nil/> | null стойност                                    |

## Примери
Пример за XML-RPC заявка:
```
<?xml version="1.0"?>

<methodCall>

  
<methodName>
examples.getStateName
</methodName>

  
<params>

    
<param>

        
<value><i4>
4
</i4></value>

    
</param>

  
</params>

</methodCall>

```

Пример за XML-RPC отговор:
```
<?xml version="1.0"?>

<methodResponse>

  
<params>

    
<param>

        
<value><string>
South
 
Dakota
</string></value>

    
</param>

  
</params>

</methodResponse>

```

XML-RPC отговор при грешка:
```
<?xml version="1.0"?>

<methodResponse>

  
<fault>

    
<value>

      
<struct>

        
<member>

          
<name>
faultCode
</name>

          
<value><int>
4
</int></value>

        
</member>

        
<member>

          
<name>
faultString
</name>

          
<value><string>
Too
 
many
 
parameters.
</string></value>

        
</member>

      
</struct>

    
</value>

  
</fault>

</methodResponse>

```